# Honoré-Gabriel Riqueti de Mirabeau
Honoré-Gabriel Riqueti de Mirabeau (közismert nevén Mirabeau (gróf), Le Bignon (Centre-Val de Loire), 1749. március 9. – Párizs, 1791. április 2.) francia gróf, politikus és forradalmár, szabadkőműves, író, diplomata, újságíró.

## Élete
Apja Victor Riquetti de Mirabeau gróf közgazdász volt, anyja provence-i nemesi családból származott. Mirabeau túl nagy fejjel született, hároméves korában fekete himlőn esett át, amely arcán mély nyomokat hagyott. Apja nem szerette a fiát. 15 éves koráig otthon taníttatták, majd elküldték Párizsba, Choquard abbé iskolájába, ahol két évet töltött. Később Aix-en-Provence egyetemén tanult jogot. 1767-ben a Berry lovasezred tisztjeként szolgált, 1769-ben részt vett a korzikai hadjáratban. Parancsnokával összetűzött, ezért hat hónap börtönre ítélték. 1770-ben már kapitány volt a lotaringiai dragonyosoknál. 
Azután elhagyta a hadsereget, birtokára húzódott vissza és megnősült. Egy év után hatalmas adósságot csinált, fizetésképtelen lett, börtönbe zárták. 1776-ban sikerült Hollandiába szöknie, ahonnan 1777-ben kitoloncolták. Újra börtönbe csukták, de 1780 decemberében apja közbenjárására szabadon engedték. Felesége elvált tőle, 1783-ban. Anyagi nehézségekkel küszködött, kalandoréletbe kezdett, a titkosszolgálat ügynöke lett. Londonban egykori párizsi iskolatársa bevezette a legbefolyásosabb whig körökbe, 1786-ban pedig Berlinbe küldték megbízatással. 1788-ban Mirabeau is alapító tagja volt Étienne Clavière, Nicolas de Condorcet mellett a Négerek Barátai Társaságának, amely a rabszolga-kereskedelem és a gyarmatok rabszolgatartása ellen küzdött.

### Politikai pályafutása
1789. március 6-án Aix-en-Provence-ban a harmadik rend képviselője lett rendi gyűlésben. A nemesek megvetették őt kalandor, botrányos élete miatt, ezért nem választották meg képviselőjükké. Kitűnt szónoki tehetségével. Június 17-én Emmanuel Joseph Sieyès-nek segédkezett a rendi gyűlés alkotmányozó nemzetgyűléssé alakításában, s amikor június 23-án a király fel akarta oszlatni a nemzetgyűlést, Mirabeau ezekkel a szavakkal támadt a parancsot hozó tisztre: „Rabszolga, mondd meg uradnak, hogy a nép akaratából vagyunk itt, és csak szuronyokkal lehet minket elűzni”. Sieyès a szabadság Herkulesének nevezte Mirabeau-t, aki ezzel a kijelentésével lépett a történelem színpadára. Részt vett az Emberi és polgári jogok nyilatkozatának megszövegezésében, szabadkőművesként követelte a sajtószabadságot.

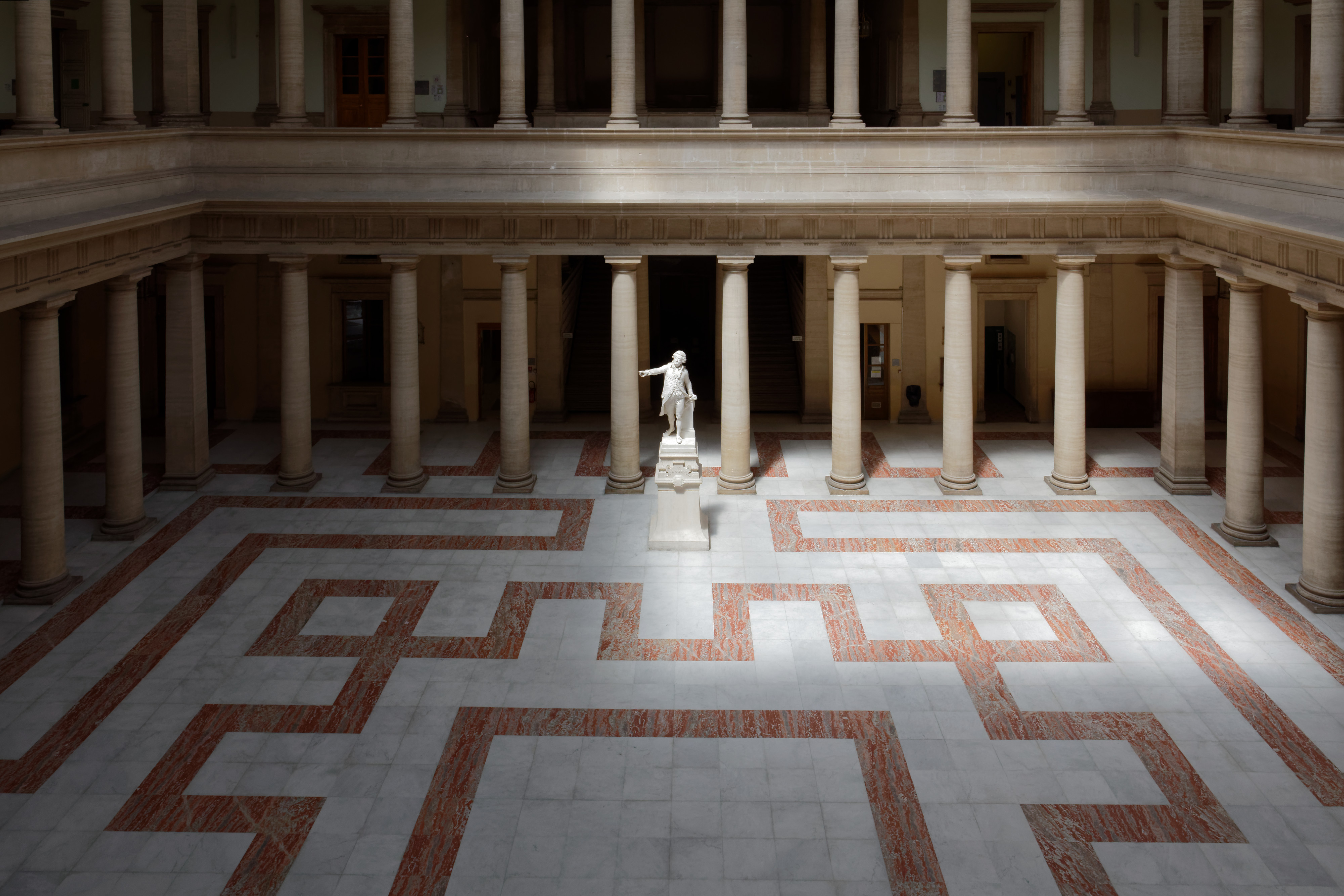
Mirabeau szobra

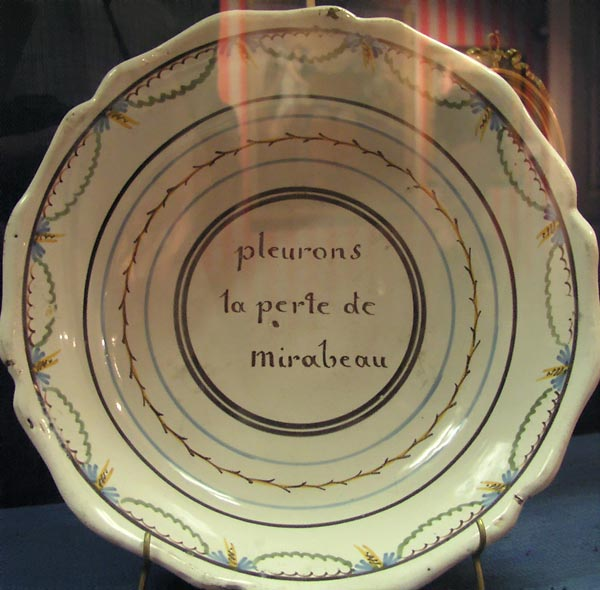
Felirat: Sirassuk Mirabeau elvesztését (kb. 1791, Musée Carnavalet)

1789 őszén XVI. Lajos és a királyné, közvetítőkön keresztül, felkérték Mirabeau-t, hogy legyen titkos tanácsosuk. Mirabeau örömmel fogadta el az ajánlatot, miniszteri posztot és anyagi előnyöket várt. Riválisa, La Fayette márki intrikái miatt azonban a király nem hallgatott tanácsaira. 1790-ben megválasztották a Jakobinus klub elnökének, ahol beszédeivel nagy hatást gyakorolt klubtársaira. 1791. január 29. és február 13. között a törvényhozó nemzetgyűlés elnöke volt. Támogatta az egyházi javak elkobzását, de 1791 tavaszán a jakobinus Alexandre de Lameth azzal vádolta, hogy összeesküvést sző az arisztokratákkal.
Mirabeau, aki az alkotmányos monarchia híve volt, igyekezett összehangolni saját politikai elméletét a forradalom eszméivel. 1791. április 2-án meghalt. Váratlan halála mélyen megrázta a párizsi népet. A Szent Genovéva-templomban temették el, amelyet Panthéonná nyilvánítottak.
A Tuileriák palotájának ostroma után François Gamain lakatosmester elárulta Jean Marie Roland girondista belügyminiszternek az általa készített titkos vasszekrény létezését a palotában, amely többek között a király és királyné titkos levelezését is tartalmazta. 1792. november 20-án hozták nyilvánosságra a Konvent előtt a leltározott irattárat. Számos miniszter, diplomata és politikus kompromittálódott. Ekkor derült fény Mirabeau-nak a királyi párhoz fűződő titkos kapcsolatára is. A Jakobinus klubban felállított mellszobrát összetörték, hamvait 1793. szeptember 21-én a hátsó ajtón keresztül távolították el. Helyére Jean-Paul Marat-t temették, akinek a koporsóját a főkapun át vitték be a Panthéonba.

### Újságíróként
Mirabeau bátor hangon védte a sajtószabadságot (Essai sur le despotisme (1774), De la liberté de la presse (1788)). Meggyőződése volt, hogy Anglia felvirágzásához a szabad sajtó is hozzájárult. Pénzhiány miatt nem tudta elindítani Le Conservateur hetilapot, amelyben az előző generációk legjobb írásait akarta megjelentetni. A rendi gyűlés összehívásakor az Analyse des papiers anglais–ban készítette fel a közvéleményt. Az újság A Négerek Barátainak Társasága szócsöve is volt egyben. 102 száma jelent meg 1786-87-ben. 1789. május 2-án jelentette meg az États généraux első számát, amely a rendi gyűlés hiteles krónikája volt. Az minisztertanács betiltotta az összes, előzetes engedély nélkül kiadott újságot. Mirabeau május 10-én megkerülte a miniszteri rendelkezést új lapjával, a Lettres du Comte de Mirabeau à ses Commettants-nal (Mirabeau gróf levelei választói számára). 1789. július 25-ig 19 száma jelent meg, és hatalmas sikert aratott. A 20. szám már a Courrier de Provence címen jelent meg hetente háromszor. A cikkek minősége biztosította, hogy 20 000-nél kevesebb előfizetője sosem volt.

## Írásai
- Essai sur le despotisme (1776)
- Des lettres de cachet et des prisons d'État (1780)
- Considérations sur l’ordre de Cincinnatus, ou Imitation d’un pamphlet anglo-américain], suivies… d’une Lettre… du général Washington… et d’une Lettre de feu M. Turgot,… au Dr Price sur les législations américaines, London (1784)
- Sur les actions de la Compagnie des eaux (1785)
- Le Rideau levé ou l’éducation de Laure (1786)
- Histoire sécrète de la cour de Berlin (1786–1787)
- Sur Moses Mendelssohn, sur la réforme politique des juifs et en particulier sur la Révolution tentée en leur faveur en 1753 dans la Grande-Bretagne, London (1787)
- Dénonciation de l'agiotage (1787)
- De la liberté de la presse (1788)
- De la monarchie prussienne sous Frédéric le Grand (1788)
- Lettres à Sophie (1777–1780) (posztumusz)
- Hic-et-Haec (1798) (posztumusz)

### Magyarul
- Levelek a francia forradalomból. Mirabeau, Camille Desmoulins, XVI. Lajos levelei; ford. Bródy Béla; Bécsi Magyar Kiadó, Bécs, 1921 (Barna könyvek)